# Vereinte Sozialdemokratische Partei der Ukraine
Die Vereinte Sozialdemokratische Partei der Ukraine [kurz: VSDPU, manchmal auch kurz SDPU; ukrainisch Соціал-демократична партія України (об’єднана), kurz СДПУ(о), SDPU(o)] ist eine sozialdemokratische politische Partei in der Ukraine. Sie ist im ukrainischen Parlament seit 2006 nicht mehr vertreten.

## Geschichte
Die VSDPU entstand 1996 als Vereinigung aus der Ukrainischen Partei der Gerechtigkeit, der Partei der Menschenrechte und der vorherigen Sozialdemokratischen Partei der Ukraine. Sie positionierte sich zunächst als zentristische, sozialdemokratisch-gemäßigte Kraft und unterstützte eine engere Anbindung an die EU. In dieser Zeit hatte die Partei enge Verbindungen zur Administration von Präsident Leonid Kutschma – dessen Kabinettschef Wiktor Medwedtschuk war ab 1998 im Parteipräsidium.
1998 spaltete sich die Ukrainische Sozialdemokratische Partei (USDP) nach internen Streitigkeiten ab, die später dem Block Julia Timoschenko angehörte, 2012 aber ausgeschlossen wurde und sich in Ukraine – Vorwärts! umbenannte. Im Jahr 2000 gründete die VSDPU einen eigenen Verlag. Zu dieser Zeit gab sie mehrere eigenen Zeitungen heraus. Im selben Jahr spaltete sich mit Solidarnist eine weitere Fraktion unter Petro Poroschenko ab. Noch 2003 verfügte die Partei über knapp 350.000 Mitglieder.
Sie geriet vor allem seit dem Millennium immer mehr in die Kritik, da mächtige Oligarchen einen großen Einfluss innerhalb der Organisation ausübten. Die Führungsgruppe der Partei bestand zu dieser Zeit aus Vertretern acht einflussreicher Unternehmen. Bei den Parlamentswahlen 2002 erzielte die Partei 6,27 %, ein für sie sehr schlechtes Ergebnis. Zu diesem Zeitpunkt trat die VSDPU aber für eine engere Zusammenarbeit mit Russland ein, was ihr Stimmenzuwächse im Donbass und auf der Krim einbrachte. Im Rahmen dieser russophilen Politik ging sie besonders nach der Orangen Revolution auf Oppositionskurs zur Koalition Viktor Juschtschenkos.
Allerdings ging es mit der Zustimmung zur Partei weiter abwärts, obwohl sie sich 2005 mit der Organisation einer Unterschriftensammlung für ein Referendum zum NATO-Beitritt profilierte. Dieser wurde von Juschtschenko angestrebt, während die VSDPU einen Beitritt zur Eurasischen Wirtschaftsgemeinschaft propagierte. Bei den Parlamentswahlen 2006 trat die Partei im Rahmen des Oppositionsbündnisses Ne Tak an, das nur 1,01 % der gültigen Stimmen auf sich vereinigen konnte. Auch bei den Parlamentswahlen 2007 errang die VSDPU keine Mandate und ist deshalb politisch zunehmend bedeutungslos. 2009 beteiligte sich die Partei am Block linker Kräfte und unterstützte in diesem Rahmen die Präsidentschaftskandidatur des Kommunisten Pjotr Simonenko. Die Beteiligung war parteiintern umstritten und hatte unter anderem den Austritt des vormaligen Präsidenten Krawtschuk zur Folge. Seither ist die VSDPU bei keiner Wahl mehr angetreten.

## Politische Ausrichtung und Bedeutung
Die Partei sieht sich selbst in der Tradition der Sozialdemokratie und betrachtet sich nach der Selbstdarstellung als deren einziger legitimer Vertreter in der Ukraine. Sie setzt sich für eine Machtbeschränkung des Präsidenten, für eine Neutralität der Ukraine, ein für die Patienten kostenfreies Gesundheitssystem und eine soziale Marktwirtschaft ein. Den Vertretungsanspruch der Sozialdemokratie erheben in der Ukraine noch andere Parteien: Die USDP als Teil des Blocks Julia Timoschenko, die Sozialistische Partei der Ukraine und die Ukrainische Arbeitspartei, die dem Bündnis Blok Lytwyna angehört.
In der Sozialistischen Internationale wird die Ukraine trotz deren gesunkener Bedeutung weiter von der SDPU vertreten.

## Bedeutende Persönlichkeiten
1. Wiktor Medwedtschuk, langjähriger Vorsitzender, auch Vorsitzender des Ukrainischen Anwaltsverbands
2. Leonid Krawtschuk, früherer Ukrainischer Präsident, 2009 ausgetreten wegen der Beteiligung am Linksbündnis[8]
3. Jewhen Martschuk, früherer Ministerpräsident und Verteidigungsminister der Ukraine
4. Walerij Borsow, früherer Sprinter